# Ор Сити (Тексас)
Ор Сити (енгл. Ore City) град је у америчкој савезној држави Тексас. По попису становништва из 2010. у њему је живело 1.144 становника.

## Демографија
Према попису становништва из 2010. у граду је живело 1.144 становника, што је 38 (3,4%) становника више него 2000. године.
| Група             | 2000.       | 2010.       |
| Белци             | 905 (81,8%) | 901 (78,8%) |
| Афроамериканци    | 73 (6,6%)   | 84 (7,3%)   |
| Азијати           | 10 (0,9%)   | 15 (1,3%)   |
| Хиспаноамериканци | 82 (7,4%)   | 115 (10,1%) |
| Укупно            | 1.106       | 1.144       |